# فونتکیو
فونتِکیو (به ایتالیایی: Fontecchio) یک کومونه در ایتالیا است که در استان لاکویلا واقع شده‌است.

## خصوصیات
فونتکیو ۱۶٫۸۸ کیلومترمربع مساحت و ۴۰۱ نفر جمعیت دارد و ۶۶۸ متر بالاتر از سطح دریا واقع شده‌است.